# Maldane glebifex
Maldane glebifex är en ringmaskart som beskrevs av Grube 1860. Maldane glebifex ingår i släktet Maldane och familjen Maldanidae. Inga underarter finns listade i Catalogue of Life.